# 破花
「破花」（はっか）は、クリープハイプのメジャー9枚目のシングル。2016年3月23日にユニバーサルミュージックジャパンより発売された。初回限定盤には特典DVDが付属。

## 概要
前作「リバーシブルー」から約半年ぶりのシングル。
ジャケットは、「日本たばこ産業」や「東京メトロ」マナー広告のイラストを手掛けるアートディレクター寄藤文平が担当し、アーティスト写真は、以前、尾崎が責任編集を担当した雑誌『SHABEL』でも対談したカメラマン小野啓が手掛けた。

## 収録曲

### CD
(作詞・作曲：尾崎世界観)
1. 破花 [3:33]
  - 芳根京子出演 代々木ゼミナール CMソング「代ゼミ、合格改革。」篇のCM曲[1]。
  - CM曲として書き下ろされたため、受験や勉強がテーマとなっている[2]。
  - レコーディングに東京スカパラダイスオーケストラの加藤隆志が参加した[3]。
  - ミュージックビデオは、学校をモチーフとした倉庫内で撮影され、実際のテスト用紙1万枚が散りばめられた中でメンバーが演奏している[4]。
2. answer [3:27]
  - インディーズ時期の2ndミニアルバムで現在廃盤となっている「When I was young, I'd listen to the radio」収録[5]。
3. サウジアラビア [2:57]
  - インディーズ時代に会場限定で販売されていたCD-Rの収録曲[5]。
  - レコーディングは一発録りで行われた[3]。

### 初回限定盤DVD
1. 「破花」ミュージックビデオ [3:31]
  - ディレクター：永口紗也香
2. 「破花」ミュージックビデオ メイキング映像 [7:54]
3. 「『珍問答』ツアー『わすれもの～つま先はその先へ2016～』ドキュメンタリーフィルム」 [1:03:11]
  - 2016年1月に行われた原点回帰ツアー「わすれもの～つま先はその先へ～2016」における、リハーサルから最終日の名古屋公演までの15日間の一部が収録[6]。